# Eben Moglen

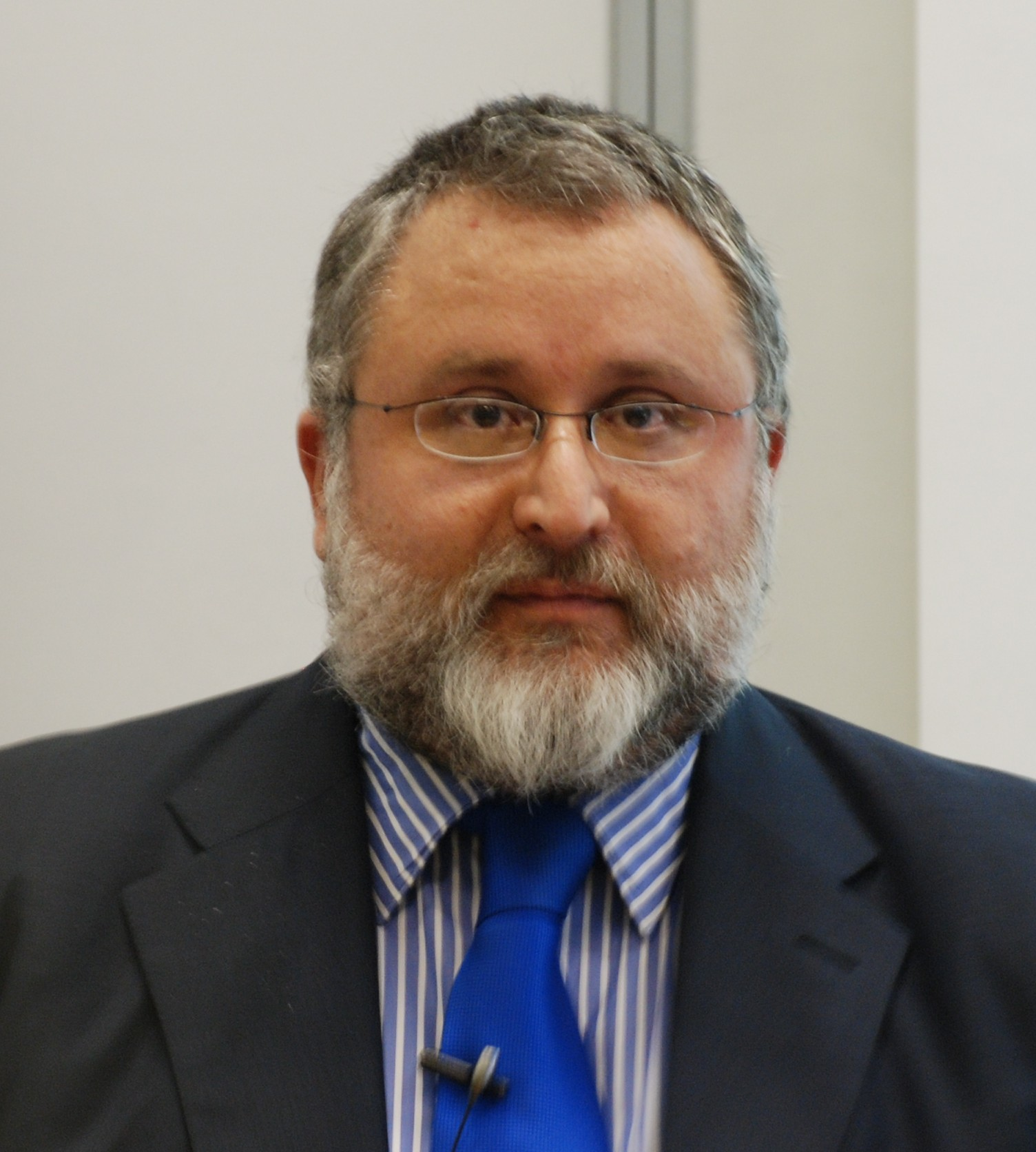
Portretfoto van Eben Moglen uit 2007

Eben Moglen (1959) is een Amerikaans jurist, historicus en computerprogrammeur. Hij werd in 1994 hoogleraar in de rechten aan de Columbia University. Hij werkt verder pro bono als algemene raadgever voor de Free Software Foundation, en is medeauteur (met Richard Stallman) van de GNU-licenties, waarvan de bekendste de GNU General Public License is.
Moglen is een ideoloog van de Vrije softwarebeweging. In zijn dotCommunistisch Manifest (2003), een bewerking van het Communistisch Manifest voor het informatietijdperk (de titel is een woordspel op dot com) beschrijft hij een nieuwe klassenstrijd tussen enerzijds scheppers en consumenten van informatie, een "digitale arbeidersklasse", en anderzijds de grote bedrijven die het intellectueel eigendom op die informatie opeisen.

## Publicaties
- (en)  Anarchism Triumphant: Free Software and the Death of Copyright augustus 1999
- (en)  The dotCommunist Manifesto januari 2003
- Het dotCommunistisch Manifest (Nederlandse vertaling door Kasper Souren van The dotCommunist Manifesto)
- (en)  Freeing the Mind: Free Software and the Death of Proprietary Culture 29 juni 2003